# 윤도영
윤도영(尹棹泳, 2006년 10월 28일 ~ )은 대한민국의 축구 선수로 포지션은 센터백, 센터포워드이며 프리미어리그의 브라이턴 & 호브 앨비언에서 현재 에레디비시의 엑셀시오르로 임대되어 뛰고있다.

## 클럽 경력
2024년 1월 11일, 만 18세에 K리그1의 대전 하나 시티즌과 준프로 계약을 맺으며 프로 진출에 성공했다. 14라운드 울산 원정 경기에서 정광석 감독 대행의 지휘 아래 17세 6개월 27일의 나이로 프로 데뷔전에 선발 출전했으며, 백자건의 구단 최연소 출전 기록을 경신했다. 21라운드 전북과의 홈경기에서 65분 박스 안쪽으로 치고 들어가는 돌파로 상대의 반칙을 유도해내 페널티킥을 획득했다.
8월 16일 프로 계약을 체결 했다. 29라운드 광주와의 홈경기에서 선발 출전해, 경기 시작 1분도 되지 않아 K리그1 데뷔골을 기록했다. 이 골로 17세 10개월 4일의 나이로 득점하며, 구단 최연소 득점자이자 2013년 승강제 도입 이후 K리그1 최연소 득점자가 되었다. 시즌 K리그1 19경기 1골 3도움을 기록하며 시즌을 마무리했다.
2025 시즌 K리그1 12경기 3도움을 기록하며 시즌을 마무리했다.
2025년 3월 21일, 프리미어리그 브라이턴 & 호브 앨비언로 이적하여 19번째 한국인 프리미어 리거가 되었다.

## 국가대표팀 경력
U-17 대표팀의 일원으로 2023년 AFC U-17 아시안컵에 참가하여, 1차전 카타르전에서 역전 결승골, 2차전 아프가니스탄전에서 멀티골, 8강 태국전에서는 후반 쐐기골을 기록하며 팀의 승리에 기여했다. 팀은 결승에서 일본에 패해 준우승했지만 11월 U-17 월드컵 진출권을 획득했다. 대회 4골, 김명준과 함께 공동 득점 2위에 올랐다. FIFA U-17 월드컵 본선에도 3경기에 출전했지만 팀은 3패 탈락 했다.